# Auditoria ambiental
A auditoria ambiental é um instrumento de gerenciamento, de natureza voluntária ou compulsória. A auditoria ambiental voluntária pode ser interna ou externa como parte dos requisitos para uma empresa se certificar na ISO 14001. A auditoria compulsória ocorre quando é legalmente exigida por um órgão regulatório ambiental, como é o caso, por exemplo, no Rio Grande do Sul entre  outros estados da federação.
A auditoria ambiental é um processo que compreende uma avaliação objetiva, sistemática, independente, documentada e periódica da performance de atividades e processos destinados à proteção ambiental, visando à otimizar as práticas de controle e verificar a adequação da política ambiental executada pela atividade auditada.
A auditoria ambiental conta como um fator de extrema importância para a produção de todo tipo de empresa que possui cargos com a natureza e o meio ambiente, como previsto na lei. Art 225 da CF/88. Todas as empresas que estão susceptíveis a uso de meio natural devem responder a sociedade com uma auditoria de suas funções (discorrer sobre suas atividades e seu ambiente de trabalho perante as leis ambientais), para esta função, cargos de peritos e especialistas profissionais em meio ambiente, planejamento Urbano, legislação, contabilidade, entre outros, deverão ser capazes de compreender o estado e o nível de conformidade que a empresa e as suas atividades estarão de acordo com a legislação ambiental.